# Sidney Coleman
Sidney Richard Coleman (7 de marzo de 1937 - 18 de noviembre de 2007) fue un físico teórico estadounidense.
Es conocido por sus aportaciones a la teoría cuántica de campos:
- Teorema de Coleman-Mandula.
- Potencial de Coleman-Weinberg.
- Análisis semiclásico del decaimiento del falso vacío.